# Gai Flamini (cònsol 187 aC)
Gai Flamini (llatí: Caius Flaminius) va ser un magistrat romà. Formava part de la gens Flamínia, una família romana d'origen plebeu. Era fill del cònsol Gai Flamini mort a la batalla del llac Trasimè.
Va ser qüestor de Publi Corneli Escipió Africà el vell a Hispània l'any 210 aC. Catorze anys més tard, el 196 aC va ser edil curul i va distribuir entre el poble una gran quantitat de blat a bon preu que li havien donat els sicilians dels seus excedents en agraïment al bon govern del seu pare a l'illa i d'ell mateix.
L'any 193 aC va ser escollit pretor i se li va donar la província d'Hispània Citerior, on va marxar amb un exèrcit reclutat de poc, i amb l'autorització del senat per fer tornar els soldats veterans d'Hispània, i també de reclutar allí nous legionaris. Quint Valeri Ànties diu que va anar a Sicília a reclutar tropes i a la tornada va ser empès per una tempesta a la costa d'Àfrica. No se sap amb seguretat si això és cert, però va iniciar a Hispània amb els reforços que necessitava, una guerra amb èxit. Va assetjar i conquerir la ciutat rica i fortificada de Litabrum i va fer presoner al cap Corribil.
L'any 187 aC va exercir com a cònsol junt amb Marc Emili Lèpid, al rival del qual, Marc Fulvi, Flamini li havia donat suport. El senat va assignar el país lígur com a província dels dos cònsols i Lèpid es va molestar, ja que la volia sencera per ell mateix, com a successor de Marc Fulvi, que l'havia administrat els dos darrers anys. Finalment però els dos cònsols van anar a la seva província i van combatre els lígurs. Flamini va derrotar els triniats i els va desarmar, i després va atacar als apuans, una altra tribu lígur que havia envaït territoris de Pisa i Bonònia, que també van ser sotmesos. Per no tenir les tropes desocupades va començar la construcció d'una via romana entre Bonònia i Ariminum i el seu col·lega un altre entre Placentia i Ariminum que s'havien d'ajuntar a la via Flamínia.
El darrer càrrec que se li coneix és el de triumvir coloniae deducendae de la colònia d'Aquileia.